# Apobletes prostratus
Apobletes prostratus är en skalbaggsart som beskrevs av Lewis 1902. Apobletes prostratus ingår i släktet Apobletes och familjen stumpbaggar. Inga underarter finns listade i Catalogue of Life.